# Montgaillard (Ariège)
Montgaillard település Franciaországban, Ariège megyében. Lakosainak száma 1456 fő (2022. január 1.). Montgaillard Ferrières-sur-Ariège, Foix, Pradières, Prayols, Saint-Paul-de-Jarrat és Soula községekkel határos.

## Népesség
A település népességének változása:
| Lakosok száma | 1265 | 1378 | 1312 | 1336 | 1416 | 1442 | 1463 | 1484 | 1476 | 1456 |
|               | 1968 | 1982 | 1990 | 2006 | 2013 | 2015 | 2017 | 2019 | 2020 | 2022 |